# Plena Inclusión
Plena Inclusión es una red de organizaciones que vela por el cumplimiento de los derechos de las personas con discapacidad intelectual y del desarrollo en España.
Es una entidad sin ánimo de lucro, constituida como confederación actualmente, que incorpora unas 17 federaciones autonómicas, más Ceuta y Melilla, con más de 880 entidades asociadas de atención a las personas con discapacidad intelectual o del desarrollo. Se calcula que, a través de Plena inclusión y sus entidades miembro, se atiende a más de 100.000 personas con discapacidad intelectual y del desarrollo y a más de 230 000 familias.

## Historia
Plena inclusión se fundó en Valencia el 26 de abril de 1964. Su nombre entonces era FEAPS, acrónimo de Federación Española de Asociaciones Pro Subnormales. La organización ha vivido varios cambios de nombre, como el que se utilizó hasta 2014: Confederación Española de Organizaciones en favor de las Personas con Discapacidad Intelectual. Sin embargo, durante 51 años no se cambiaron las siglas de FEAPS. Estos cambios reflejan una evolución en el lenguaje utilizado y promovido desde el movimiento, pero también transformaciones en su forma jurídica. Es decir, las primeras familias optaron por denominar a sus hijos e hijas como subnormales, término que se incluyó en el nombre. Un tiempo después se prefirió el término retrasados, más tarde deficientes mentales, luego personas con discapacidad mental hasta la actual terminología más utilizada, que es la de personas con discapacidad intelectual. Por otro lado, de una federación que aglutinaba asociaciones, la entidad se transformó en una confederación que aglutina federaciones y éstas, a su vez, asociaciones. En 2015, FEAPS cambia su nombre por el de Plena inclusión.
El principal motivo por el que se constituyó Plena inclusión fue por la dificultad de escolarizar a niñas y niños con discapacidad intelectual y del desarrollo en España. Varias familias se unieron para crear centros y espacios donde estas personas pudieran formarse, avanzar y conseguir incluirse en la sociedad. En 1959 nacía ASPRONA en Valencia, la primera asociación española para trabajar en este sentido.
Tras unos años, se habían creado asociaciones en otras zonas: Valencia, Vizcaya, Guipúzcoa, Cataluña, Madrid, Málaga, Sevilla... En unas jornadas celebradas en Madrid, se detectó la necesidad de tener una única voz para coordinar el discurso para negociar con los poderes públicos. Ernesto Puerto, fue el fundador y primer presidente.
La base del movimiento fueron las familias de las personas con discapacidad intelectual, sobre todo las madres y padres, quienes ponen en marcha gradualmente la red de asociaciones durante los años 70 y 80, de manera espontánea y desordenada.
Sobre la década de los 90, el movimiento comenzó un proceso similar al vivido en otras organizaciones del sector: la profesionalización, por un lado, y la creación de estructuras regionales para articular el diálogo con los gobiernos autonómicos. Así, las familias van gradualmente delegando la toma de decisiones en las y los profesionales.
El año 1996 es un año decisivo para el movimiento ya que se celebró el primer congreso nacional que marcaría la orientación de la estrategia de la red para los futuros años.

## Áreas de actuación
Desde aquella primera preocupación, la escolarización de niñas y niños con discapacidad intelectual, que pondría en marcha el movimiento, los objetivos se han ampliado y transformado. Actualmente, el movimiento se preocupa por el fomento de la calidad de vida tanto de las personas con discapacidad como de sus familias, la inclusión, el empoderamiento de las personas con discapacidad intelectual para desarrollar su autogestión, entre otros muchos objetivos.
A su vez, la organización también desarrolla acciones de incidencia política y social, desarrollo asociativo o difundir y cumplir un código ético y un modelo de calidad interno.

## Reconocimientos
Plena inclusión tiene los siguientes reconocimientos:
- Declarada entidad de utilidad pública por acuerdo del Consejo de Ministros de 20 de marzo de 1970.
- Cruz de Oro de la Solidaridad Social por Orden Ministerial del 14 de diciembre de 1990.
- Medalla de Plata al Mérito Social Penitenciario en 2001.[10]

## Críticas
En las últimas décadas, algunas fuentes reivindican una mayor movilización de las familias y de las propias personas con discapacidad intelectual relacionadas con sus derechos, apuntando que existe una tendencia a la desmovilización en la sociedad en general y también que la garantía de la red de servicios provoca una pérdida de la fuerza y la movilización como colectivo.